# Secret Messages
Secret Messages — музичний альбом гурту Electric Light Orchestra. Виданий у червні 1983 року лейблом Jet Records. Загальна тривалість композицій становить 46:52. Альбом відносять до напрямку рок.

## Список пісень
Всі пісні написані Джеффом Лінном; струнні під керівництвом Луїса Кларка.
1. «Secret Messages» — 4:44;
2. «Loser Gone Wild» — 5:27;
3. «Bluebird» — 4:13;
4. «Take Me On and On» — 4:57;
5. «Time After Time» — 4:01;
6. «Four Little Diamonds» — 4:05;
7. «Stranger» — 4:27;
8. «Danger Ahead» — 3:52;
9. «Letter from Spain» — 2:51;
10. «Train of Gold» — 4:20;
11. «Rock'n'Roll Is King» — 3:49.

### Бонусні пісні на виданні 2001 року
1. «No Way Out» — 3:28;
2. «Endless Lies» — 3:26;
3. «After All» — 2:23.

## Хіт-паради
| Країна          | Позиція | Тижнів |
| --------------- | ------- | ------ |
| Велика Британія | 4       | 15     |
| Норвегія        | 5       | 12     |
| Австрія         | 11      | 8      |
| Швеція          | 11      | 7      |
| Іспанія         | 13      | 12     |
| Нова Зеландія   | 13      | 10     |
| Франція         | 15      | 40     |
| Австралія       | 19      | 17     |
| Канада          | 20      | 25     |
| Японія          | 35      | 8      |
| США             | 36      | 16     |